# Línguas tais
Línguas tais é um ramo da família linguística tai-kadai. Compreende, entre outras línguas, o tailandês, o laociano, shan, zhuang.